# 怀远镇 (崇州市)
怀远镇，是中华人民共和国四川省成都市崇州市下辖的一个乡镇级行政单位。

## 行政区划
怀远镇下辖以下地区：
洄澜街社区、大顺街社区、定江桥社区、泉水社区、文井江社区、安乐社区、青峰岭社区、天泉社区、富丽村、福桥村、黎店村、龙潭村、前锋村、宝峰村、三官村、黄鹤村、德通村、共和村、玉圭村、二江村、富强村、和平村、石子村、清江村和枫南村。